# Transglutaminaza
Transglutaminaza je enzim koji katalizuje formiranje kovalentne veze između slobodne amino grupe (npr., za protein ili peptid vezanog lizina) i gama-karboksamidne grupe proteinskog ili peptidnog glutamina. Ovaj enzim se klasifikuje kao ЕЦ 2.3.2.13.
Veze formirane posredstvom transglutaminaze imaju visoku otpornost na proteolitičku degradaciju (proteolizu).
Transglutaminaze su otkrivene 1959. Biohemijsko dejstvo transglutaminaza je otkriveno u krvnom koagulacionom proteinskom faktoru XIII 1968.

## Literatura
- Kelleher, James B. (11. 5. 2012). „Industry defends ingredient critics deride as "meat glue"”. Chicago Tribune. Архивирано из оригинала 16. 05. 2012. г. Приступљено 20. 7. 2012.
- U.S. Patent 5.156.956 -
- Nicholas C. Price; Lewis Stevens (1999). Fundamentals of Enzymology: The Cell and Molecular Biology of Catalytic Proteins (Third изд.). USA: Oxford University Press. ISBN 019850229X.
- Eric J. Toone (2006). Advances in Enzymology and Related Areas of Molecular Biology, Protein Evolution (Volume 75 изд.). Wiley-Interscience. ISBN 0471205036.
- Branden C; Tooze J. Introduction to Protein Structure. New York, NY: Garland Publishing. ISBN 0-8153-2305-0.
- Irwin H. Segel. Enzyme Kinetics: Behavior and Analysis of Rapid Equilibrium and Steady-State Enzyme Systems (Book 44 изд.). Wiley Classics Library. ISBN 0471303097.

## Spoljašnje veze
- Transglutaminase, aka Meat Glue